# Bencéd
Bencéd (románul Bențid, németül Bentzid) falu  Romániában Hargita megyében.

## Fekvése
A falu Alsó- és Felsőbencédből áll, a Szalon-patak bal oldalán, a székelyszentmihályi főutca folytatásaként fekszik.
1910-ben még 346 lakosa volt. A trianoni békeszerződésig Udvarhely vármegye Székelykeresztúri járásához tartozott.
1992-ben 189 lakosából 187 magyar és 2 román volt.

## Látnivalók
- Alsóbencéd unitárius temploma 1857 és 1860 között épült, tornya 1993-ból való.
- A felsőbencédi unitárius templom 1861-ben épült.

## Híres emberek
- Itt született a 16. század első felében Benczédi Székely István ferences szerzetes, író.[1]
- Itt született 1839-ben Benczédi Gergely pedagógus, író.
- Itt született 1883-ban Benczédi Pál történész.
- Itt született 1880-ban Gyallay Pap Domokos író, szerkesztő. Meghalt 1970-ben.
- Itt született 1927. július 14-én Vasas Samu tanár, néprajzkutató, népművelő. Meghalt 1997. december 17-én.